# Milano-Sanremo 2008
Milano-Sanremo 2008 blev afholdt 22. marts 2008, og var den 99. udgave af løbet. Ruten var 3 km længere end i 2007, efter at stigningen Le Mànie var spærret pga. vejarbejde på den traditionelle strækning. Vejarbejdet sørgede også for at løbet blev afsluttet på Lungomare Italo Calvino og ikke på Via Roma som normalt.

## Resultat
|    | Rytter            | Hold               | Tid     |
| -- | ----------------- | ------------------ | ------- |
| 01 | Fabian Cancellara | Team CSC           | 7:14.35 |
| 02 | Filippo Pozzato   | Liquigas           | + 0.04  |
| 03 | Philippe Gilbert  | Française des Jeux | s.t.    |
| 04 | Davide Rebellin   | Gerolsteiner       | s.t.    |
| 05 | Mirco Lorenzetto  | Lampre             | s.t.    |
| 06 | Anthony Geslin    | Bouygues Télécom   | s.t.    |
| 07 | Rinaldo Nocentini | ag2r               | s.t.    |
| 08 | Óscar Freire      | Rabobank           | + 0.05  |
| 09 | Thor Hushovd      | Crédit Agricole    | s.t.    |
| 10 | Kurt-Asle Arvesen | Team CSC           | s.t.    |